# Kim Ga-yeon
Kim Ga-yeon (de nacimiento Kim So-yeon) es una actriz surcoreana y expropietaria del equipo SlayerS de StarCraft II.

## Vida personal
En 2011 entró en una común-ley de matrimonio con el exjugador profesional de StarCraft Lim Yo-hwan, que se mantuvo en secreto durante dos años. Tuvieron una niña, que nació el 1 de agosto de 2015.
En 2016 celebraron su boda.

## Premios y nominaciones
| Año  | Premio               | Categoría               | Nominación | Resultado |
| ---- | -------------------- | ----------------------- | ---------- | --------- |
| 2004 | 41 Grand Bell Awards | Mejor Actriz de Reparto | Mr. Handy  | Ganadora  |